# إبراهيم باري مناصرة
إبراهيم باري مناصرة (بالفرنسية: Ibrahim Baré Maïnassara) (و. 1949 – 1999 م) هو سياسي، ودبلوماسي، وعسكري محترف من النيجر .

## روابط خارجية
- إبراهيم باري مناصرة على موقع الموسوعة البريطانية (الإنجليزية)
- إبراهيم باري مناصرة على موقع مونزينجر (الألمانية)